# Municipio de Vinegar Hill
El municipio de Vinegar Hill (en inglés: Vinegar Hill Township) es un municipio ubicado en el condado de Jo Daviess en el estado estadounidense de Illinois. En el año 2010 tenía una población de 364 habitantes y una densidad poblacional de 10,11 personas por km².

## Geografía
El municipio de Vinegar Hill se encuentra ubicado en las coordenadas 42°29′2″N 90°26′37″O / 42.48389, -90.44361. Según la Oficina del Censo de los Estados Unidos, el municipio tiene una superficie total de 36 km², de la cual 36 km² corresponden a tierra firme y (0 %) 0 km² es agua.

## Demografía
Según el censo de 2010, había 364 personas residiendo en el municipio de Vinegar Hill. La densidad de población era de 10,11 hab./km². De los 364 habitantes, el municipio de Vinegar Hill estaba compuesto por el 99,73 % blancos, el 0,27 % eran de otras razas. Del total de la población el 1,37 % eran hispanos o latinos de cualquier raza.